# Baturino (rejon kożewnikowski)
Baturino (ros. Батурино) – wieś (sieło) w Rosji, w obwodzie tomskim, w rejonie kożewnikowskim. W 2010 liczyła 411 mieszkańców.